# Бет Ботсфорд
Бет Ботсфорд (англ. Beth Botsford, 21 травня 1981) — американська плавчиня.
Олімпійська чемпіонка 1996 року.
Призерка Панамериканських ігор 1999 року.
Призерка літньої Універсіади 2003 року.